# الفلبين في الألعاب الأولمبية الصيفية 2016
نافست الفلبين في دورة الألعاب الأولمبية الصيفية 2016 في ريو دي جانيرو، البرازيل، من 05-21 أغسطس 2016. شاركت الفلبين لأول مره في الألعاب الاولمبية الصيفية في عام 1924، وقد ظهر الرياضيين الفلبينيين في كل دورة من دورات الألعاب الأولمبية الصيفية ماعدا دورة الألعاب الاولمبية الصيفية عام 1980 في موسكو الحرب السوفيتيه في أفغانستان.